# Hahnia glacialis
Hahnia glacialis är en spindelart som beskrevs av Thorwald Julius Sørensen 1898. Hahnia glacialis ingår i släktet Hahnia och familjen panflöjtsspindlar. Inga underarter finns listade i Catalogue of Life.